# Panda
Pandaen (latin: Ailuropoda melanoleuca), også kaldet den store panda eller kæmpepanda, er et pattedyr i bjørnefamilien.
Pandaen blev første gang beskrevet i 1869 af den franske missionær Père Armand David.
Selvom pandaen er systematiseret som et rovdyr, er dens kost primært vegetarisk. Pandaen lever næsten udelukkende af bambus, æg og enkelte insekter/rotter indgår dog også i kosten. Selve placeringen af pandaen har derfor været problematisk for videnskaben. En del mener at den er mere beslægtet med halvbjørnene, for eksempel vaskebjørnen og næsebjørnen.
Pandaen er fjernt relateret til den røde panda. Det fælles navn er dog opstået ud fra deres fælles kost – bambus. Pandaen bruger op til 15 timer om dagen på at æde. Der er ikke ret megen næring i bambus, så en voksen panda er nødt til at spise mellem 15 og 20 kg om dagen for at overleve.
Pandaen lever i 1.500-3.500 meters højde i de kinesiske tågeskove. Området kan afgrænses til 5.900 kvadratkilometer i de kinesiske provinser Sichuan, Gansu og Shanzi. De kinesiske tågeskove er dog ved at forsvinde. De er blevet fældet for at skaffe træ og give plads til landbrugsjord, huse og veje. Inden for de seneste 20-30 år har pandaen mistet omkring halvdelen af sine levesteder, og i stedet for store, sammenhængende skove var der på et tidspunkt næsten ikke andet end mindre "øer" tilbage. Pandaerne er derfor blevet delt op i mindre grupperinger. Magemulighederne er blevet mindre, og der er stor risiko for indavl. Endvidere blomstrer bambusplanterne med jævne mellemrum, hvorefter de dør. Dette sker over store områder og der kan gå op til 20 år, før bambussen igen kan levere føde til pandaen. Da pandaen ikke længere har mulighed for at flytte sig til andre områder, bliver dette katastrofalt. Pandaen er derfor en truet art. Der er alene omkring 1.000 dyr tilbage i Kina. Dertil kommer nogle få i zoologiske haver rundt omkring i verden.
Hanner og hunner lever hver for sig. Det er grunden til det gamle kinesiske navn for pandaer: "skovens eneboere". Hvis parringen skal have bare den mindste chance for at lykkes, er det afgørende, at hannens brunsttid falder sammen med hunnens østrus (løbetid). I løbetiden udvikles flere østrogener i hunnens blod, og på det tidspunkt skal hannens sæd være på det højeste. Denne periode, hvor parringen skal finde sted, begrænser sig til 1-3 dage. Pandaen har derfor en ekstraordinær lav fødselsrate, både i dens oprindelige områder og i fangenskab.
Pandaen er tidligere blevet jaget på grund af sin pels, og krybskytter jager den fortsat som fødeemne og for pelsen. Der er dog høje straffe for at skyde en panda.
Pandaen er drægtig i cirka 5 måneder. Hunnen får tvillinger i halvdelen af fødslerne, men normalt er det kun den ene, der overlever i naturen. Hunnen vælger den stærkeste unge, og den anden unge dør derved af sult. En nyfødt panda vejer bare 100 gram. Den er blind og næsten nøgen de første uger, men moderen passer godt på den, og den vokser hurtigt. Den forlader sin mor, når den er cirka 1½ år gammel. En pandamor er omkring 900 gange større end sin nyfødte unge.
Pandaen har en usædvanlig pote, med en tommelfinger og fem yderligere fingre. Den ekstra tommelfinger er egentlig en modificeret håndledsknogle.
Pandaen bliver plaget af en parasit-orm på grund af al den bambus den spiser. Ormen hedder Ascaris schroederi. Den angriber op til 70% af alle pandaer i naturen og formerer sig i tusindvis i tarmsystemet. Pandaen sluger bambussen, hvilket giver den dårlig fordøjelse. Dens vane med at gå, spise og efterlade sin gødning samtidig er noget som tiltrækker ormen. I Zoologiske haver kan dette problem holdes nede.
Pandaen har længe været en favorit blandt offentligheden, da den fremstår meget babyagtig – en levende teddybjørn. Bjørnen vises ofte også som en fredfyldt bjørn der spiser bambus, i modsætning til en jagende bjørn. Den har en hvid/gullig og sort pels, små sorte ører og store sort pelsede øjne.
Pandaen er symbol for Verdensnaturfonden (WWF), og har været dette siden organisationens stiftelse i 1961. Den er sårbar for forstyrrelser og især rydning af dens levesteder og er svær at få til at yngle i fangenskab.
I 2019 er der zoologiske haver i 21 lande som har store pandaer: Australien, Belgien, Canada, Danmark, Kina (Hongkong), Finland, Frankrig, Holland, Indonesien, Japan, Malaysia, Mexico, Singapore, Spanien, Sydkorea, Taiwan, Thailand, Tyskland, UK (Skotland), USA, samt Østrig.
- længde: 1,2-1,5 meter
- Vægt: 85-110 kg for en voksen panda
- Alder: 30 år
- Drægtighedsperiode: cirka 120-140 dage